# 家族葬
家族葬（かぞくそう）とは、日本における葬儀の1形態で、参列者が故人の親族や一部親戚など、少人数の葬儀を指す。家庭葬、身内葬とも。

## 概要
平成年代後期に入り、医療の発達で寿命が高齢化し、昭和期と異なって会社勤めの定年後数年で亡くなるケースが少なくなり、80歳前後まで、あるいは90歳、100歳まで生きることが当たり前となった。それに伴い、故人の会社関係、友人関係の参列が少なくなり、喪主を務める子ども世代についても、場合によっては定年を過ぎ、子ども世代でも会社関係の参列が少なくなった。
また、地方から三大都市圏へ就職等で移住した世代が死を迎える頃には、故郷の兄弟も高齢化し、長時間の移動を伴う参列は出席することが難しくなり、その結果として遠方の親戚の参列もなくなった結果、これまでの大規模な会館を会場とする一般葬を行う必要性が薄れてきた。
費用面に関しても、長寿命化に伴う、医療費や介護費用の増加、平成長期不況、非正規社員の増加に伴う勤労世帯年収の低下、喪主の平均年齢上昇に伴う定年後の年収の低下等により、これまでの豪華な会館での葬儀の費用負担が難しくなってきた事情も出てきた。
そうした状況から、葬祭業者は、勤労者家庭向けに、故人の近縁者のみの少数の参列者で行う家族葬を、これまでの一般葬に替わるものとして開発、これを提供することとなった。2008年のリーマン・ショックから増え始め、2016年には、年間の葬儀の24.4%が家族葬であった。2020年代に入ると、家族葬専門を謳った小規模な葬儀会館がロードサイドを中心に相次いで建設された。
基本的に（参列を制限した結果）参列者数や会場の規模が小さい葬儀を「家族葬」とネーミングしているだけに過ぎず、僧侶や神職などの聖職者に依頼して葬儀が執り行われるケースが多い。
なお、日程の違いとして納棺式・通夜式（以上1日目）・葬儀式・告別式・火葬（以上2日目）を2日間で行う2日葬と、納棺式から告別式・火葬までを1日で行う1日葬の2種類がある。

### 遺族のメリット
- 近親者のみで行うため、一般葬と異なり、通夜式前の挨拶など、弔問客に気を遣うことがなく、比較的、落ち着いて故人とお別れすることができる
- 故人の死因が事故死や自殺などの急死であった場合など、他者に秘匿したい、あるいは遺族に複雑な感情が残っている状況に対応しやすい
- 少人数で行うため、葬儀係員の人件費や葬儀会館の設備費用が一般葬と比較して少し抑えられ、通夜振舞いや返礼品等の費用も少ない

### 遺族のデメリット
- 参列者を親族・親戚等に限るため、近隣住民や友人・知人に秘匿する必要があり、そのため自宅や町内の集会所では葬儀が実施できず、葬儀社の会館や火葬場を使用することになるが、その分の会館費はかかる
- 会館の冷蔵設備に遺体を預ける場合、納棺まで遺体と対面できないケースもある
- 参列が叶わなかった親戚や知人、近隣住民から、遺族に苦情を言われるなどの不義理が生じる
- 参列が叶わなかった親戚や知人、近隣住民が、後日に故人の死去を知って、五月雨式に喪主の自宅に弔問に訪れ、遺族が疲弊してしまうことがある
- 病院からの搬送、納棺までの費用、納棺費、会館使用料、祭壇費等は一般葬とほぼ変わらないにも関わらず、弔問客がいないことから、一般葬で収入となる香典・弔慰金がほぼなく、葬儀費用と相殺できないため、一般葬よりも喪主の費用負担が大分多い
- 予想外の弔問客が現れた場合、返礼品等追加料金がかかる場合もある

## 注意点
広告と請求額との乖離
ネット広告では「家族葬○○万円から！」と目にすることが多いが、実際に、宗教者へのお布施（導師供養料）を除いた葬儀業者からの請求額は2日葬の家族葬の場合、100万円台半ばとなることが多く、また必ずしも必要でないエンバーミングや湯灌を、故人を亡くしたショックで気が動転している最中の遺族と、海千山千の葬儀業者との打ち合わせの最中にいつの間にか追加されていることもあり、最終的には広告の数十万円ではなく、200万円、300万円台の高額な葬儀費用が請求されるケースが跡を絶たず、実施葬儀業者との間でしばしばトラブルとなるため、国民生活センターが注意喚起を行っている。
親戚とのトラブル防止
相続が発生するケースがあるため、家族葬ではあっても、故人の甥・姪（喪主の[義理の]従兄弟）には、（実際には参列しないまでも）参列を呼びかけた方が、後々の法的な長期トラブル（相続争い）の防止に繋がる。
菩提寺とのトラブル防止
寺院の境内墓地にお墓があり、当日や後日に納骨を予定する場合、菩提寺の僧侶を呼ばずに無宗教で葬儀を行う、あるいは無断で葬儀社に紹介された僧侶に葬儀を依頼してしまった場合、本堂での葬儀のやり直しや導師供養料（葬儀のお布施）の追加納付、境内の墓地利用契約の解約など、後々のトラブルに繋がるため、死亡直後、あるいは余命宣告後に菩提寺に事前相談することが推奨される。
家族葬の実施が事実上不可能なケース
故人や喪主が芸能人、各議員などの政治家、地方自治体の首長経験者、取引先や顧客の多い企業経営者、商店主、学校教員（特に現役）、習い事・武道指導者の場合、参列者が多くなることが予想され、家族葬を行ってしまった場合、後日に五月雨式でやってくる多数の弔問客を通夜・葬儀式の2日でほぼ吸収させるために、一般葬、社葬、密葬のちお別れ会にした方が、費用面でも遺族の時間体力気力的な負担面でも良いケースがある。

## その他
家族葬で近親者以外の参列をお断りするにも関わらず、遺族自身が「葬儀は家族葬で行います」と告知してしまうケースがある。著名人の訃報でも、「葬儀は近親者のみで行う」と報道されているにも関わらず、意向を無視した弔問客が大勢で家族葬用の小規模会館に訪れ、周辺の交通渋滞や葬儀時間の延長を招くなどのトラブルも見受けられる。
「家族葬」の名称のみが一人歩きし、参列人数が少ない分、一般葬より安く出来ると勘違いしている遺族に対し、葬儀社が家族葬について、喪主の費用負担増や、知人友人の後日来訪リスク、参列者が多数予想される、家族葬の実施が事実上不可能なケースの案内など、一から説明しなければならないケースも増えてきている。

## その他の葬儀形態との違い
- 一般葬 － 親族・親戚のほか、会社関係者、近所の人、地域団体関係者など、参列者の属性を問わず、会館を借りて行う葬儀。納棺→通夜式→葬儀・告別式→火葬の順番で行われる（地域によっては火葬が通夜式の前に前倒しになる）。
- 密葬 － 後日に開催する社葬・一般葬・お別れ会などの本葬の前に、親族・親戚のみで行う火葬を目的とした葬儀。企業経営者、政治家、芸能人、僧侶などのケースで行われる。
- 直葬 － 「直」接火「葬」の略。納棺と火葬のみ行われる。本葬は行われない。葬祭業者によっては「火葬式」とネーミングされていることもある。
- 自由葬 － 僧侶や神職、先生（新興宗教の）などの聖職者に依頼しないで行う無宗教の弔い。